# 火口 (点火具)

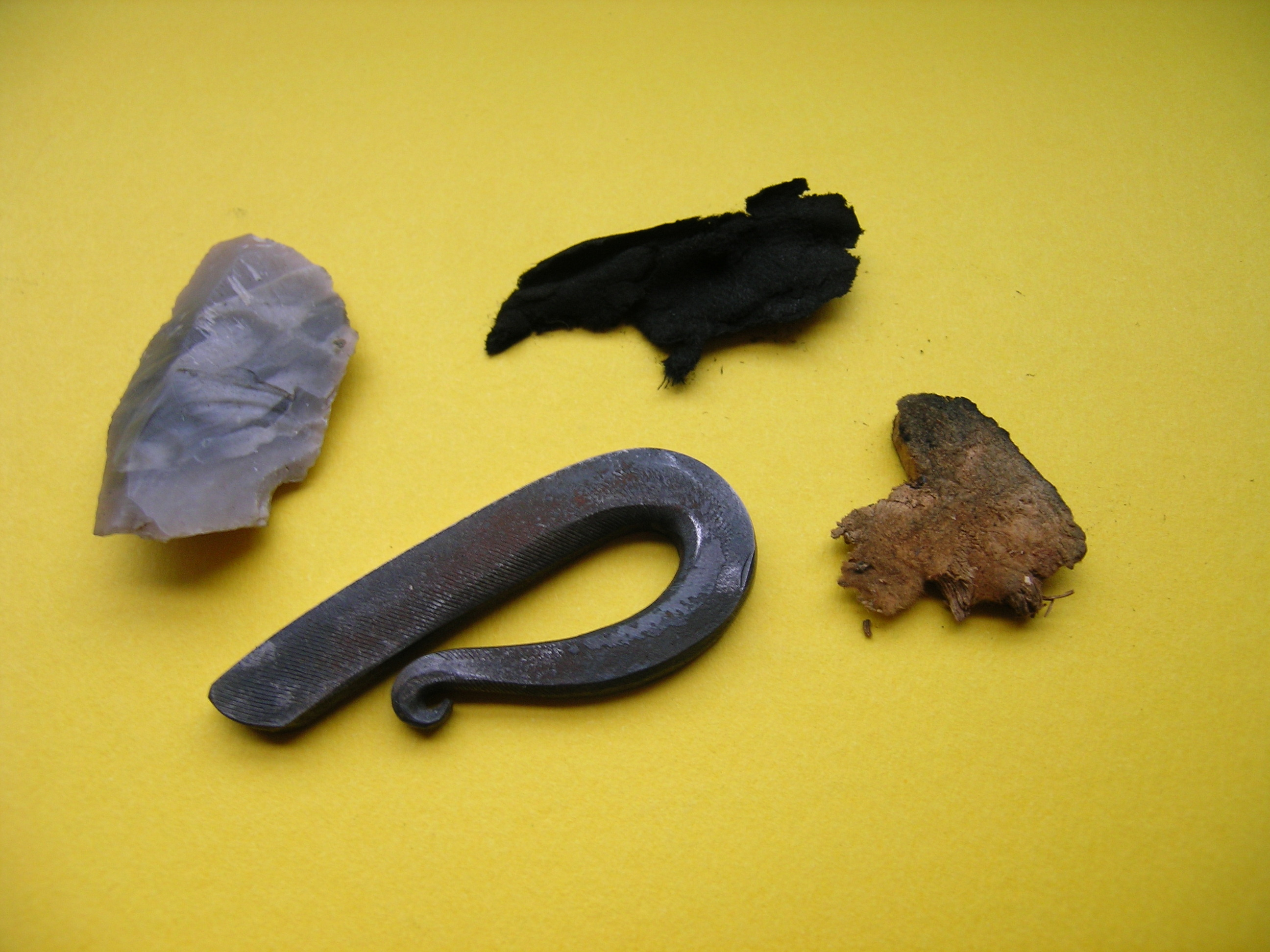
左から火打石（フリント）、火打金、炭の火口、灰汁に付けて乾燥させたキノコの火口

火口（ほくち）とは、火打石や火打金などで起こした火を最初に着火させるために用いる燃えやすい燃料である。着火した火口を火種とし、その火を目的物に接近させて点火する。どんな火花からでも燃焼する「燃えやすさ」を持った素材が用いられる。
火口や火打石などの点火用の道具一式を入れた箱を火口箱という。
火口に火をつけた後は、小枝や新聞のように火口より大きく燃えやすい焚き付け（たきつけ）に火を移し、次に薪の順番に火を成長させていく。

## 燃焼しやすい条件
燃えやすい条件として、以下の条件があげられる。
- 酸素と反応し易い
- 酸素と接する比表面積が大きい（粉塵の燃焼「粉塵爆発」が知られる）
- 発熱量が大きい（脂など）
- 熱伝導率が小さい（温度が分散放熱しないため、発火温度に上がりやすい）
- 乾燥度が高い
- 可燃性ガスが発生しやすい
- 周囲の温度が高い

これらを備えると、火口として使える。

## 代表例

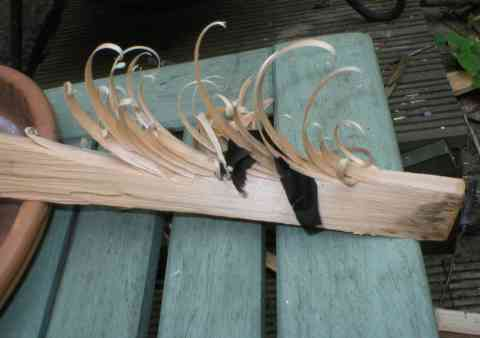
木材を燃えやすくする加工（フェザースティック）

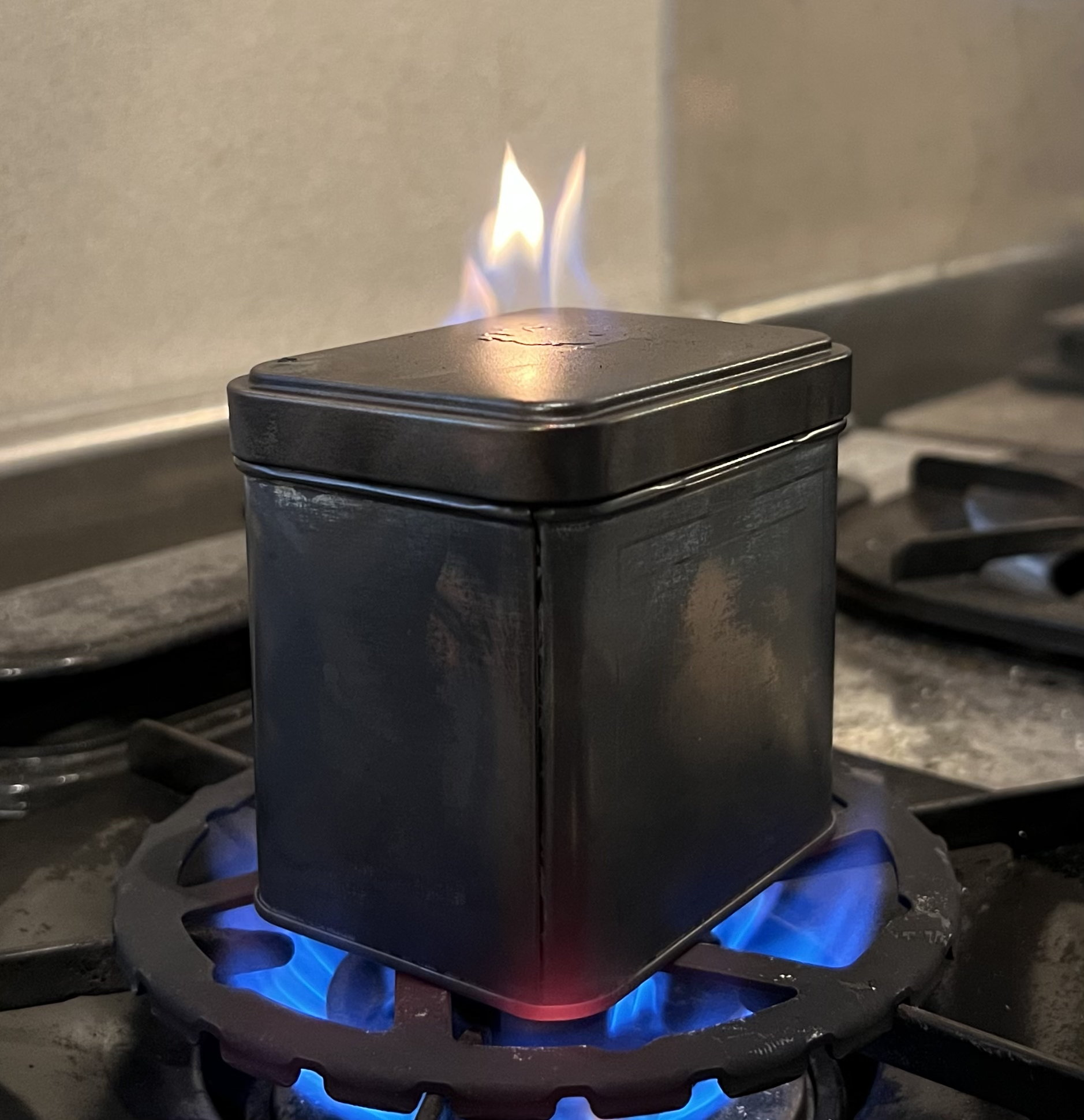
古タオルを蓋に穴を開けた紅茶缶に詰めて加熱し、チャークロスを作成しているところ。発生したガスが燃焼している。ガスが出なくなるまで加熱する。

- チャークロス（Char cloth）：炭布ともいう、綿布を炭にしたもの
- ファットウッド：松の切株・倒木などに見られる多量の樹脂を持った部位の木材。日本語では「肥松」と呼ばれる
- オガクズ
- フェザースティック：薪などの木片を薄く削って笹掻き状にしたもの
- 松葉、枯葉、乾燥した草
- ススキ・ガマの穂[2]
- アザミ・タンポポの綿毛[2]
- アマドゥ、エブリコなど特定の種のキノコを乾燥させ、燃えやすく加工したもの（毒ガスを発生するもの以外、多孔質なものが適す）
- カバノキ属の木の樹皮、乾燥している樹皮を細かく裂いたもの
- 松かさ（松ぼっくり）
- ティッシュ、トイレットペーパー
- 布・糸くず
- 乾燥したパン
- ダウンフェザー
- マグネシウムやアルカリ土類金属[3]
- ファイングレード以下のスチールウール